# جوتا
جوتا (انگلیسی: Jotha؛ زادهٔ ۶ ژوئن ۱۹۸۲) بازیکن فوتبال اهل اسپانیا است.
از باشگاه‌هایی که در آن بازی کرده‌است می‌توان به باشگاه فوتبال لاس پالماس، باشگاه فوتبال پومفرادینا، باشگاه فوتبال رئال مادرید کاستیا، و باشگاه فوتبال رئال مادرید اشاره کرد.